# Кизилкія – Арискум/Кумколь
Кизилкія – Арискум/Кумколь – газопровід у центральній частині Казахстану, споруджений з метою видачі продукції родовища Кизилкія.
Під час розробки нафтового родовища Кизилкія отримують значні обсяги попутного газу. Враховуючи потреби промислів компанії «PetroKazakhstan Kumkol Resources», використання цього ресурсу організували на місці. Після покриття потреб на самому Кизилкія, надлишки газу спрямовуються по двом трубопроводам:
- спорудженому в 2007-му газопроводу довжиною 29 км з діаметром 250 мм до нафтового родовища Арискум, де газ закачується у поклад для підтримки пластового тиску; 
- введеному в дію у 2020-му газопроводу довжиною 61 км з діаметром 250 мм до нафтового родовища Кумколь, на якому працює ТЕС Кумколь.
Перекачування газу забезпечує компресорна станція пропускною здатністю 0,58 млн м3 на добу.